# Bjørklund gård
Bjørklund gård är en norsk museigård i Pasvik i Sør-Varangers kommun i Finnmark fylke, som sköts av Varanger museum.
1869 kom vägarbetaren Jon Pedersen Fætten från Folldal i norra delen av Østerdalen till Pasvik. Han köpte 1871 mark i Svanvik i Pasvikdalen, vilken fick namnet Bjørklund. Den låg i en frodig björkskog. Jon P. Fætten var en del av Pasviksdalen första norska inbyggarvåg.  
Bjørklund gård ligger på slätmark, som sluttar flackt ner mot Pasvikälven. Gårdstunet har byggnader placerade i en öppen fyrkant, med "Gamla huset", "Nya huset", härbre samt kombinerad ladugård och lada. Det har formen av en typisk norsk gård i norra Østerdalen. Gammelstugan hör till nybyggaråren på 1870-talet. Härbret är från 1880-talet, den nya stugan från 1906 och ladugården från 1930-talet. En bit från tunet finns ett stall, en bastu, en jordkällare, två höskjul och en gårdsbrunn. Alla byggnader är uppförda av tjärat timmer från Pasviksdalen.
Gården var i bruk fram till 1960-talet.